# العلاقات الغرينادية الكونغوية
العلاقات الكونغولية الغرينادية هي العلاقات الثنائية التي تجمع بين جمهورية الكونغو و‌غرينادا.

## مقارنة بين البلدين
هذه مقارنة عامة ومرجعية للدولتين:
| وجه المقارنة                                              | [[تصنيف:صفحات تستخدم رمز علم غير موجود\|]] جمهورية الكونغو | غرينادا                                         |
| --------------------------------------------------------- | ---------------------------------------------------------- | ----------------------------------------------- |
| المساحة (كم2)                                             | 342.00 ألف                                                 | 348                                             |
| عدد السكان (نسمة)                                         | 5.26 مليون                                                 | 107.83 ألف                                      |
| الكثافة السكانية (ن./كم²)                                 | 15.38                                                      | 30.99 ألف                                       |
| العاصمة                                                   | برازافيل                                                   | سانت جورجز                                      |
| اللغة الرسمية                                             | لغة فرنسية                                                 | لغة إنجليزية، لغة غرينادا الكريولية الإنجليزية ‏ |
| العملة                                                    | فرنك وسط أفريقي                                            | دولار شرق الكاريبي                              |
| الناتج المحلي الإجمالي (بليون دولار)                      | 8.72 مليار                                                 | 1.12 مليار                                      |
| الناتج المحلي الإجمالي (تعادل القوة الشرائية) بليون دولار | 29.48 مليار                                                | 1.45 مليار                                      |
| الناتج المحلي الإجمالي الاسمي للفرد دولار أمريكي          | 1.85 ألف                                                   | 9.21 ألف                                        |
| الناتج المحلي الإجمالي للفرد دولار أمريكي                 |                                                            | 12.43 ألف                                       |
| مؤشر التنمية البشرية                                      | 0.591                                                      | 0.750                                           |
| رمز المكالمات الدولي                                      | +242                                                       | +1473                                           |
| رمز الإنترنت                                              | .cg                                                        | .gd                                             |
| المنطقة الزمنية                                           | ت ع م+01:00                                                | 00                                              |

## منظمات دولية مشتركة
يشترك البلدان في عضوية مجموعة من المنظمات الدولية، منها:
| علم المنظمة | اسم المنظمة                                 | تاريخ انضمام جمهورية الكونغو | تاريخ انضمام غرينادا |
| ----------- | ------------------------------------------- | ---------------------------- | -------------------- |
|             | البنك الدولي للإنشاء والتعمير               | 10 يوليو 1963                | 27 أغسطس 1975        |
|             | يونسكو                                      | 24 أكتوبر 1960               | 17 فبراير 1975       |
|             | منظمة التجارة العالمية                      | ?                            | ?                    |
|             | وكالة ضمان الاستثمار متعدد الأطراف          | 16 أكتوبر 1991               | 12 أبريل 1988        |
|             | منظمة الشرطة الجنائية الدولية               | ?                            | ?                    |
|             | مؤسسة التمويل الدولية                       | 1 أكتوبر 1980                | 28 أغسطس 1975        |
|             | الأمم المتحدة                               | 20 سبتمبر 1960               | 17 سبتمبر 1974       |
|             | مجموعة دول أفريقيا والكاريبي والمحيط الهادئ | ?                            | ?                    |
|             | مؤسسة التنمية الدولية                       | 8 نوفمبر 1963                | 28 أغسطس 1975        |
|             | منظمة حظر الأسلحة الكيميائية                | ?                            | ?                    |
|             | المركز الدولي لتسوية المنازعات الاستشارية   | 14 أكتوبر 1966               | 23 يونيو 1991        |